# 48435 Ясперс
48435 Ясперс (48435 Jaspers) — астероїд головного поясу, відкритий 23 жовтня 1989 року.
Тіссеранів параметр щодо Юпітера — 3,314.